# Baie-de-Bouctouche
Pour les articles homonymes, voir Bouctouche (homonymie).
Baie-de-Bouctouche est une autorité taxatrice de la paroisse de Wellington, située dans le comté de Kent, à l'est du Nouveau-Brunswick. Le village est bordé par la baie de Bouctouche et comprend la dune de Bouctouche. Le village est limitrophe de Bouctouche au sud-ouest, d'une autre autorité taxatrice, Wellington, à l'ouest ainsi que de Sainte-Anne-de-Kent au nord.
Baie-de-Bouctouche comprend le hameau éponyme ainsi que Collette-Village.

## Histoire
En 1825, le territoire est touché par les Grands feux de la Miramichi, qui dévastent entre 10 000 km2 et 20 000 km2 dans le centre et le nord-est de la province et tuent en tout plus de 280 personnes,.